# اودینتسوفسکایا
اودینتسوفسکایا (به لاتین: Odintsovskaya) یک منطقهٔ مسکونی در روسیه است که در استان آرخانگلسک واقع شده‌است.